# Véspera de São João

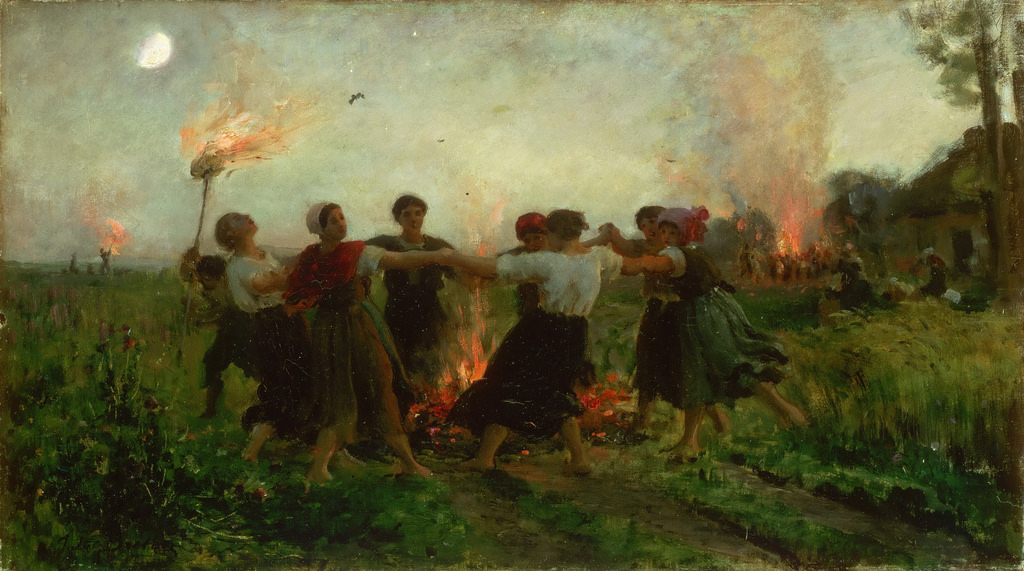
A Festa de São João por Jules Breton (1875).

A noite de 23 de Junho, Véspera de São João é a celebração que ocorre antes do dia de Nascimento de João Batista. O Evangelho de Lucas (Lucas 1:36, 56-57) afirma que João nasceu cerca de seis meses antes de Jesus; portanto, a festa de São João Batista foi fixada em 24 de junho, seis meses antes da Véspera de Natal. Este dia de festa é um dos poucos dias dedicados a santos que celebra o nascimento do homenageado, ao invés de sua morte.[carece de fontes?]
A Festa de São João coincide estreitamente com a comemoração do solstício de verão, referido como midsummer no hemisfério norte. Apesar do dia santo cristão ter sido fixado em 24 de Junho, na maioria dos países as festividades são realizadas na noite anterior.

## Por país

### Brasil

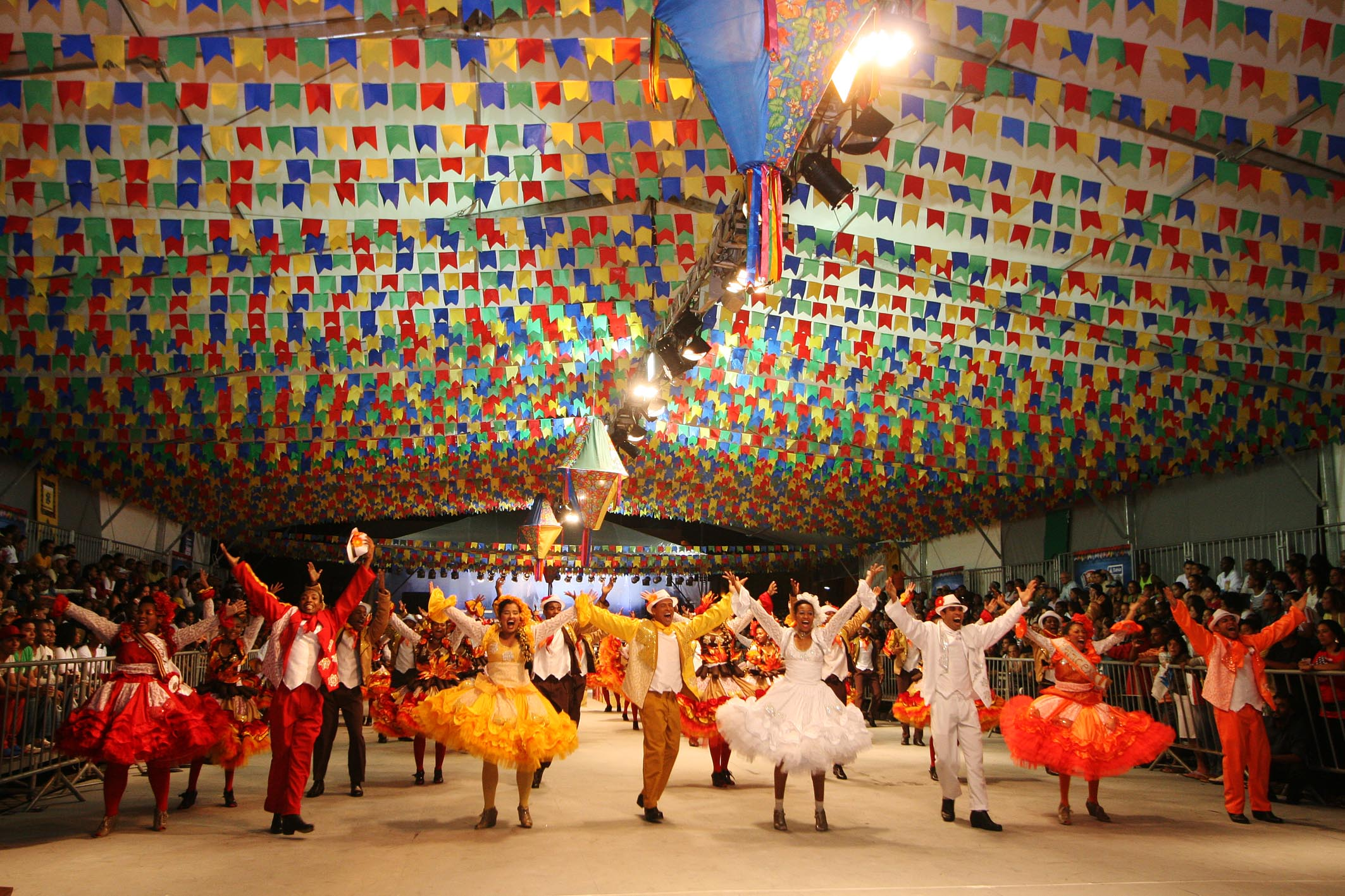
Festa junina brasileira em Salvador.

As festas juninas são, em sua essência, multiculturais, embora o formato com que hoje as conhecemos tenha se originado nas festas dos santos populares em Portugal: a Festa de Santo Antônio, a Festa de São João e a Festa de São Pedro e São Paulo principalmente. A música e os instrumentos usados (cavaquinho, sanfona, triângulo ou ferrinhos, reco-reco etc.)  estão na base da música popular e folclórica portuguesa e foram trazidos ao Brasil pelos povoadores e imigrantes do país irmão.[carece de fontes?]
As roupas saloias são uma clara referência ao povo campestre que povoou principalmente o nordeste do Brasil e pode-se encontrar muitíssimas semelhanças no modo de vestir no Brasil e em Portugal. Do mesmo modo, as decorações com que se enfeitam os arraiais iniciaram-se em Portugal, junto com as novidades que, na época dos descobrimentos, os portugueses trouxeram da Ásia, tais como enfeites de papel, balões de ar quente e pólvora. Embora os balões tenham sido proibidos em muitos lugares do Brasil, são usados na cidade do Porto em Portugal com muita abundância e o céu se enche com milhares deles durante toda a noite. A dança de fitas típica das festas juninas no Brasil origina-se provavelmente da Península Ibérica.

### Canadá
Em Quebec, Canadá, a celebração do Dia de São João foi trazida para a Nova França pelos primeiros colonizadores franceses. Grandes fogueiras eram acesas à noite. De acordo com relatos de jesuítas, as primeiras celebrações na Nova França aconteceram por volta de 1638, nas margens do Rio São Lourenço, na noite de 23 de junho de 1636, com uma fogueira e cinco tiros de canhão. Em 1908, o Papa Pio X designou João Batista como o santo padroeiro dos franco-canadenses.

### Espanha
A celebração em honra a São João Batista acontece na noite de 23 de junho, quando fogueiras são acesas e fogos de artifício são lançados. Na costa do Mediterrâneo, se celebra o dia dos Países Catalães (Catalunha, Comunidade Valenciana e Ilhas Baleares) com fogueiras espalhadas por todas as aldeias e cidades dos territórios onde falam catalão e que se acendem com o Chama do Canigó, uma pequena fogueira guardada no Castillet de Perpinhã e que está todo o ano viva para poder ser renovada todos os 23 de junho. Além das fogueiras, também há alimentos especiais típicos, como a Coca de São João, que também são servidos nesta ocasião. Um dos centros do festival é em Ciutadella, Menorca, mas muitas cidades e vilas diferentes têm as suas próprias tradições associadas ao festival. 
A tradição da Festa de São João também é especialmente forte em áreas do norte do estado, como a Galiza. As fogueiras também são usadas no País Basco para celebrar São João Batista, que marca o solstício de verão basco. Em algumas cidades a celebração é complementada com mais festas e danças.
Em Castela e Leão destaca-se o Festival Firewalking de San Pedro Manrique (Soria), onde os homens descalços atravessam as brasas de uma fogueira.

### Estados Unidos
Historicamente, esta data era venerada na prática do vodu da Louisiana. A famosa sacerdotisa vodu Marie Laveau realizava cerimônias no Bayou St. John, em Nova Orleans, comemorando véspera de São João. Muitos moradores de Nova Orleans ainda manter a tradição viva.

### Itália
A festa de São João Batista tem sido celebrada em Florença desde os tempos medievais e, certamente, no Renascimento, com festivais com duração de três dias, de 21 a 24 de Junho. Essas celebrações são realizadas hoje em Cesena, entre 21 e 24 de junho, também com um mercado especial rua. São João Batista é o santo padroeiro de Gênova, Florença e Turim, onde uma queima de fogos ocorre durante a celebração. Em Turim, o culto a São João também é difundido desde os tempos medievais, quando a cidade para de trabalhar por dois dias e as pessoas do entorno vem para dançar ao redor da fogueira na praça central. Em Gênova e na costeira Liguria é tradicional que fogueiras sejam acesas nas praias na noite de São João para lembrar as fogueiras acesas para comemorar a chegada das relíquias de São João na cidade em 1098. Desde 1391, no dia 24, uma grande procissão através Gênova leva as relíquias ao porto, onde o Arcebispo abençoa a cidade, o mar e aqueles que trabalham nele.

### Portugal

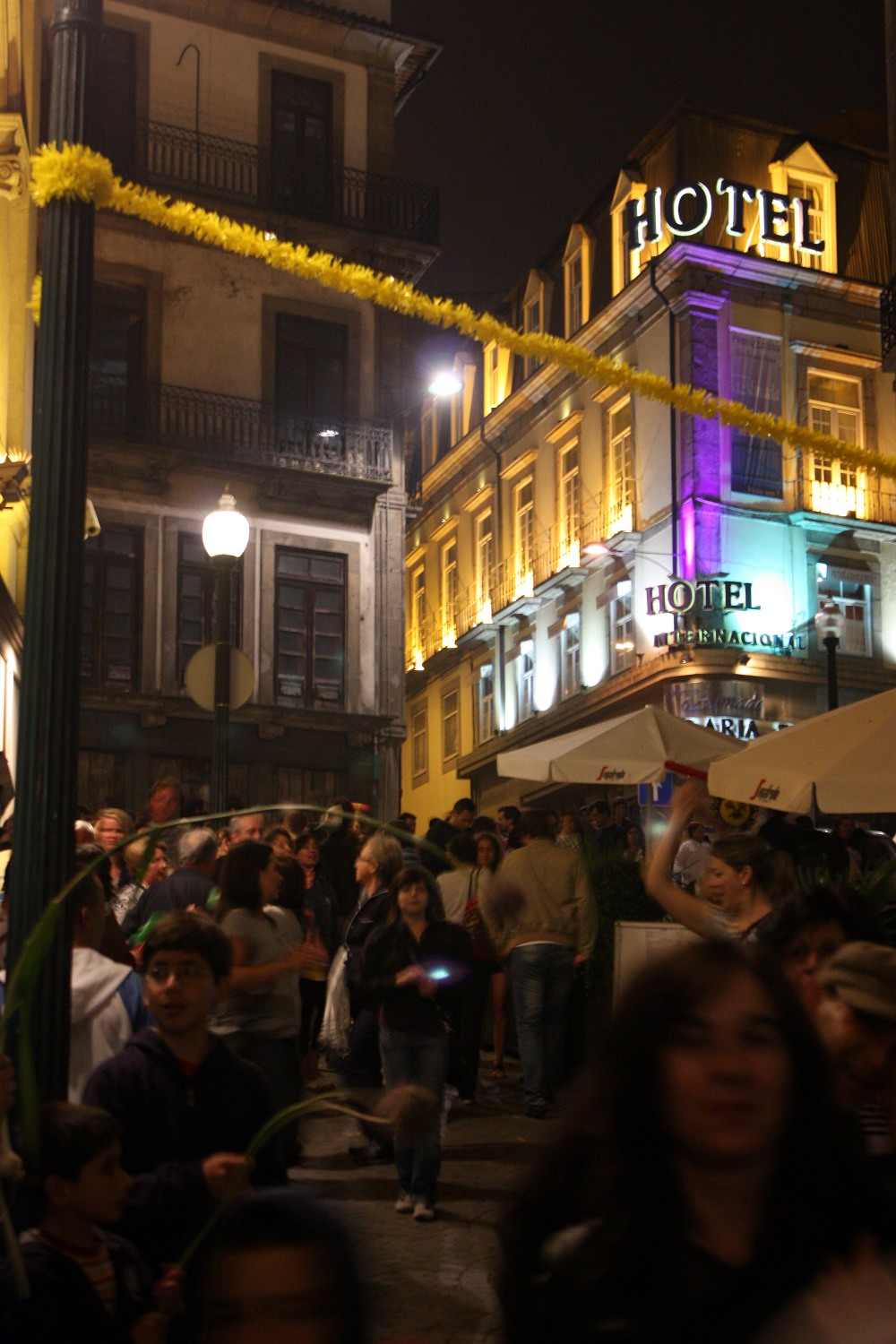
O São João do Porto, em Portugal

Em Portugal, estas festividades, genericamente conhecidas pelo nome de "Festas dos Santos Populares", correspondem a diferentes feriados municipais: Santo António em Aljustrel, Amares, Cascais, Estarreja, Ferreira do Zêzere, Lisboa, Proença-a-Nova, Reguengos de Monsaraz, Vale de Cambra, Vila Nova da Barquinha, Vila Nova de Famalicão, Vila Real e Vila Verde; São João em Aguiar da Beira, Alcochete, Almada, Almodôvar, Alcácer do Sal, Angra do Heroísmo, Armamar, Arronches, Braga, Calheta, Castelo de Paiva, Castro Marim, Cinfães, Figueira da Foz, Figueiró dos Vinhos, Guimarães, Horta, Lajes das Flores, Lourinhã, Lousã, Mértola, Moimenta da Beira, Moura, Nelas, Porto, Porto Santo, Santa Cruz das Flores, Santa Cruz da Graciosa, Sertã, Tabuaço, Tavira, Terras de Bouro, Valongo, Vila do Conde, Vila Franca do Campo, Vila Nova de Gaia, Vila do Porto e Vizela; São Pedro em Alfândega da Fé, Bombarral, Castro Daire, Castro Verde, Celorico de Basto, Évora, Felgueiras, Lajes do Pico, Macedo de Cavaleiros, Montijo, Penedono, Porto de Mós, Póvoa de Varzim, Ribeira Brava, São Pedro do Sul, Seixal, Sintra, Torres Vedras e Lagos.[carece de fontes?]
Nas cidades do Porto, de Braga e de Vila do Conde em Portugal, o São João é festejado com uma intensidade inigualável, sendo que a festa é, à semelhança do que acontece no Nordeste do Brasil, entregue às pessoas que passam o dia e a noite nas ruas das cidades, que são autênticos arraiais urbanos.[carece de fontes?]
Festas de São João são ainda celebradas em alguns países europeus católicos, protestantes e ortodoxos (França, Irlanda, os países nórdicos e do Leste europeu). As fogueiras de São João e a celebração de casamentos reais ou encenados (como o casamento fictício no baile da quadrilha nordestina e na tradição portuguesa) são costumes ainda hoje praticados em festas de São João europeias. É ainda costume a realização de fogueiras onde o combustível é o rosmaninho.[carece de fontes?]
Em Portugal, há arraiais com foguetes, assam-se sardinhas e oferecem-se manjericos. As marchas populares desfilam pelas ruas e avenidas, como por exemplo em Vila do Conde, onde um cortejo luminoso encabeçado pelos dois ranchos rivais da cidade desfila durante a grande noite de São João. No Porto, usam martelinhos de plástico nas cabeças de quem passa e alho-porro nas cabeças e no nariz. O costume teve origem nas rusgas que se dirigiam para o bairro das fontaínhas na cidade do Porto. Pelo caminho, os populares recolhiam os alhos floridos que crescem na época para mais tarde os guardar atrás da porta de casa e assim "dar boa sorte". A quem não tinha a planta, batia-se com ela na cabeça transmitindo a boa fortuna. No início da década de 1950, o martelinho começou a substituir o alho e hoje é muito mais popular.[carece de fontes?]
Na vila de Sobrado, município de Valongo no distrito do Porto, a Festa da Bugiada é uma manifestação popular tradicional que se realiza anualmente em 24 de junho, sob a invocação de São João. É uma tradição antiquíssima que tem por detrás uma lenda transmitida oralmente de geração em geração, que remontaria ao tempo em que os muçulmanos ocuparam boa parte da Península Ibérica. Essa lenda dá conta da disputa de uma imagem milagrosa de São João, detida pelos bugios, a que os mourisqueiros pretenderiam também recorrer para salvar a filha de seu rei.[carece de fontes?]
Em Lisboa, é tradicional uma cerimónia de casamento múltiplo no dia de Santo António, em que chegam a casar-se de 200 a 300 casais ao mesmo tempo. Esta "tradição" começou nos anos do salazarismo, e desapareceu com a Revolução de 1974. Voltou a reaparecer alguns anos atrás, promovida por uma cadeia de televisão.[carece de fontes?]